# El hombre de Toronto
El hombre de Toronto (en inglés, The Man from Toronto) es una película de comedia de acción estadounidense de 2022 dirigida por Patrick Hughes. Está protagonizada por Kevin Hart y Woody Harrelson, junto con Kaley Cuoco, Jasmine Mathews, Lela Loren, Pierson Fodé, Jencarlos Canela y Ellen Barkin en papeles secundarios.
Originalmente programada para ser estrenado en cines por Sony Pictures Releasing, los derechos de distribución de la película se vendieron a Netflix, donde se estrenó el 24 de junio de 2022. La película recibió reseñas generalmente negativas de los críticos.

## Argumento
Teddy (Kevin Hart) es un fallido instructor atlético de Internet que intentó vender su idea del boxeo sin contacto al propietario de un gimnasio local, Marty (Roach), pero Marty rechaza la idea sobre la base de que no tiene sentido y que Teddy no logró hacer algo tan simple como el diseño. un folleto de marketing demuestra que es un incompetente.
Queriendo hacer algo para el cumpleaños de su esposa Lori (Jasmine Mathews), la lleva a un spa de día donde organizó una lujosa sesión de mimos de dos horas. Mientras tanto, Teddy se va a una cabaña apartada para prepararse para el resto de su sorpresa, sin embargo, la impresora que usó para imprimir las direcciones tenía poco tóner y el número de la dirección de la cabaña estaba demasiado descolorido para que él lo viera claramente. Teddy, sin saberlo, llega al lugar equivocado donde dos hombres están adentro con un tercer hombre esperando la llegada de The Man From Toronto (Woody Harrelson), un misterioso asesino con talento para interrogatorios brutales. Como nunca conocieron al hombre de Toronto, los hombres confunden a Teddy con él y proceden a alentarlo a interrogar al hombre que tienen en cautiverio. A pesar de su miedo y falta de idea, Teddy logra extraer la información que están buscando del hombre, poco después de lo cual el FBI allana la cabaña.
Al explicarle la situación a Teddy, los agentes Lawrence (Drummond) y Davis (Rowe) lo convencen de asumir la identidad del Hombre de Toronto debido a la naturaleza urgente de una operación que tienen en marcha para atrapar al coronel venezolano exiliado Marin (Hoyos) en Washington D. C. antes de seguir adelante con un plan para asesinar al presidente de Venezuela en la nueva embajada de Venezuela. Mientras Teddy ayuda al FBI, asignan al agente Santoro (Jencarlos Canela) para proteger a Lori y actuar como mayordomo para guiarla en un día de compras y diversión con su amiga Anne (Kaley Cuoco). Para los celos de Teddy.
Teddy es enviado a conocer a la esposa del Coronel, Daniela (Lela Loren), como El Hombre de Toronto. Ella le dice que han tenido éxito con la "fase uno" de su plan, por lo que debe ir a Puerto Rico para la "fase dos". De camino a Puerto Rico, Teddy y cuatro de los hombres de Marin son emboscados por The Man From Toronto, cuyo verdadero nombre es Randy, en el avión, que mata a todos menos a Teddy y hace que el avión se estrelle en una zona rural de la isla. El dúo procede a San Juan, donde se lleva a cabo una conferencia de tecnología. Después de hablar con su controlador (Ellen Barkin), Randy decide continuar con la artimaña de que Teddy es él y lo viste con un traje y una colección de cuchillos, ya que ese es el método de interrogatorio elegido por Randy.
Al llegar al lugar de la conferencia tecnológica, Teddy se encuentra con un hombre que le informa que tiene a cuatro hombres como rehenes y está tratando de determinar cuál es "Verde". Randy guía a Teddy a través de la mayor parte del proceso hasta que Teddy, sin darse cuenta, corta una de las mejillas del rehén y la sangre induce a Teddy a vomitar sobre él y otro hombre, el segundo de los cuales admite que es Green. Randy llega y mata a todos en la habitación excepto a Teddy y Green, quien explica que él y el hombre del que Teddy extrajo información en la cabaña habían diseñado un arma que el coronel Marin quiere, pero tiene un doble mecanismo de seguridad: la voz del ex hombre y la de Green. impresión del pulgar. Randy corta el pulgar de Green y presumiblemente lo mata, solo para que él y Teddy se enfrenten a otro activo conocido como The Man From Miami (Pierson Fodé). Intenta robarles el pulgar y se produce un tiroteo, aunque logran conservar el pulgar.
Regresan a los Estados Unidos donde se encuentran con Lori y Anne para cenar. Randy revela que, como solitario, se siente muy incómodo con las mujeres y está nervioso de que Anne se una a ellas. Anne se las arregla para atravesar su exterior y los dos bailan brevemente antes de que llegue el Hombre de Miami y persiga a Randy y Teddy a una sala de almacenamiento en el piso de arriba del restaurante. Los tres pelean, terminando con Teddy disparando accidentalmente a Randy en la pierna y The Man From Miami escapando con el pulgar. Esto confirma las sospechas de Randy de que el Manejador había enviado al Hombre de Miami.
La policía y el FBI llegan a la escena, por lo que Randy y Teddy roban un coche de policía para escapar y corren hacia la embajada para tratar de evitar el asesinato. Al llegar a tiempo, Teddy distrae al coronel Marin y al controlador el tiempo suficiente para que el FBI asalte el edificio y frustre el asesinato. Sin embargo, Randy escapa con el dinero que le debía el Coronel.
Teddy llega a una casa vacía, Lori se fue decepcionada para tomar un tren y quedarse con su madre. Teddy se apresura a evitar que se vaya, pero es emboscado por The Man From Miami, quien casi logra matarlo hasta que interviene Randy. Sin embargo, aparecen varios asesinos más y Randy y Teddy se ven obligados a luchar contra ellos. Cuando acaban con el último de ellos, llega la propia Handler e intenta matarlos a ambos para recuperar su dinero. Ella los persigue hasta un almacén donde Teddy activa accidentalmente una trampilla que la deja caer en aceite hirviendo, friéndola viva, y el almacén explota por una fuga de gas que expulsa a Randy y Teddy al estacionamiento.
Pensando que Randy se había ido, Teddy se enfrenta a un último asesino: el Hombre de Tokio, sin embargo, Randy lo despacha con su preciada posesión: un Dodge Charger de 1969 al que llamó Deborah. Le entrega las llaves a Teddy para que pueda atrapar a Lori en la estación antes de que aborde su tren, pero le advierte que no arañe el auto. En el camino a la estación, el automóvil se detiene en las vías del tren, por lo que Teddy se pone a pie y llega a tiempo para detener a Lori. Sin embargo, su tren llega y destruye a Deborah, enviando los $ 2 millones en efectivo que Randy escondió en el baúl volando por todas partes.
Un año después, Teddy, Lori y Anne están cenando en el nuevo restaurante de Randy, algo que Randy había confesado que era un sueño suyo desde hace mucho tiempo, pero no había abierto uno porque temía que nadie viniera. Los tres admiten en voz baja que no les gusta la comida, pero deciden apoyar a Randy de todos modos hasta que llegue la factura demasiado cara, que Randy se ofrece a cubrir. Luego, Teddy lleva a Randy a un lado y le hace saber que ha convertido a Randy en socio de su nueva línea de gimnasios, y le da un pequeño pago inicial para cubrir el costo de perder a Deborah, aunque Randy exige el pago total y comienza a estrangular a Teddy por no arreglar lo que él hizo.

## Reparto
- Kevin Hart como Teddy
- Woody Harrelson como El hombre de Toronto
- Kaley Cuoco como Anne
- Jasmine Mathews como Lori
- Lela Loren como Daniela Marin
- Pierson Fodé como El hombre de Miami
- Jencarlos Canela como Agente santoró
- Ellen Barkin como El manejador

## Producción
En enero de 2020 se anunció que Patrick Hughes estaba listo para dirigir el guion de Robbie Fox El hombre de Toronto, con Jason Statham y Kevin Hart como protagonistas; Jason Blumenthal, Todd Black, Bill Bannerman y Steve Tisch producen a través de Escape Artists; y Sony Pictures distribuyendo. En marzo, Statham abandonó abruptamente el proyecto seis semanas antes de la filmación después de enfrentarse con los productores por el tono y la calificación de la película. Woody Harrelson fue elegido para reemplazarlo. Kaley Cuoco se agregó al elenco en abril, y Pierson Fodé se agregó en mayo. Jasmine Mathews, Ellen Barkin, Lela Loren y Tomohisa Yamashita se agregaron en octubre. La filmación estaba programada para comenzar en abril de 2020 en Atlanta, pero en marzo, la producción se cerró debido a la pandemia de COVID-19. El rodaje comenzó el 12 de octubre de 2020 en el área de Toronto. Rob Hardy fue el director de fotografía. Durante la postproducción, la música de la película fue compuesta por Ramin Djawadi.

## Lanzamiento
El hombre de Toronto se estrenó en Netflix el 24 de junio de 2022.
La película estaba inicialmente programada para ser estrenada en cines por Sony Pictures Releasing el 20 de noviembre de 2020. El 24 de abril de 2020, la fecha se trasladó al 17 de septiembre de 2021 debido a que la pandemia de COVID-19 retrasó la producción de la película. En marzo de 2021, se eliminó del calendario. En abril de 2021, la película se reprogramó para estrenarse el 14 de enero de 2022. En noviembre de 2021, se retrasó nuevamente hasta el 12 de agosto de 2022. Netflix firmó un acuerdo con Sony Pictures por el derecho a transmitir exclusivamente las próximas películas, incluida esta película después de sus ventanas de cine y medios domésticos. En abril de 2022, Sony vendió los derechos de distribución de la película a Netflix, que distribuye la película en todo el mundo excepto China, donde Sony la distribuiría. Sony también retendría los derechos de entretenimiento en el hogar y televisión lineal de la película a través del sello Columbia Pictures .

## Recepción
En el sitio web del agregador de reseñas Rotten Tomatoes, el 25% de las reseñas de 40 críticos son positivas, con una calificación promedio de 4.3/10. El consenso del sitio web dice: "El hombre de Toronto tiene una premisa genial y un buen par de estrellas, pero esta comedia sin dientes no coincide con sus elementos prometedores y termina sin ser divertida ni emocionante". En Metacritic, la película tiene una puntuación media ponderada de 32 sobre 100 según las reseñas de 15 críticos, lo que indica "críticas generalmente desfavorables".